# Tommy Tutone
Tommy Tutone é uma banda de power pop/pop rock formada no ano de 1978 nos Estados Unidos.

## Discografia

### Álbuns de estúdio
| 1980                                                      | Tommy Tutone - Data de lançamento: 17 de fevereiro de 1980 - Gravadora: Columbia Records  | 68  | 82 |
| 1981                                                      | Tommy Tutone 2 - Data de lançamento: 23 de setembro de 1981 - Gravadora: Columbia Records | 20  | 44 |
| 1983                                                      | National Emotion - Data de lançamento: 16 de abril de 1983 - Gravadora: Columbia Records  | 179 | —  |
| 1996                                                      | Nervous Love - Data de lançamento: 22 de janeiro de 1996 - Gravadora: Appaloosa Records   | —   | —  |
| 1998                                                      | Tutone.rtf - Data de lançamento: 28 de julho de 1998 - Gravadora: Secret Disc Records     | —   | —  |
| "—" indica lançamentos que não chegaram à parada indicada |                                                                                           |     |    |

### Singles
| 1980                                    | "Angel Say No"      | 38 | — | — | —  |             | Tommy Tutone     |
| 1981                                    | "867-5309/Jenny"    | 4  | 1 | 2 | 32 | - EUA: Gold | Tommy Tutone 2   |
| 1982                                    | "Which Man Are You" | —  | — | — | —  |             | Tommy Tutone 2   |
| 1983                                    | "Get Around Girl"   | —  | — | — | —  |             | National Emotion |
| "—" denotes releases that did not chart |                     |    |   |   |    |             |                  |